# Obmannschaft Kienraching
Die Obmannschaft Kienraching ist ein alter Verwaltungsbezirk zwischen Dorfen und Taufkirchen, wenige Kilometer südlich vom letzteren. Sie bestand von der Spätzeit des Herzogtums Bayern-Landshut bis zur Spätzeit des Kurfürstentums Bayern. Die dazugehörigen Orte lagen im Schnittpunkt der ehemaligen Gemeinden Eibach, Hofkirchen und Taufkirchen. Diese sind die Dörfer Kienraching und Angerskirchen, die Weiler Frauenvils, Schnaupping, Herrnöd und Babing sowie die Einöde Mühlberg. Als verwaltende Obmänner sind nachweisbar: 1571 Steffen Zehetner (Söldner in Kienraching) und 1808 Otto Heilmayr (Wimmer von Herrnöd).

## Kienraching
Kienraching ist ein knapp über 100 Einwohner zählendes Kirchdorf das (östlich) knapp abseits der B 15 liegt und sich einer Anhöhe im oberen Große-Vils-Tal hinaufzieht. 1133 wird es in Bezug mit dem Edelmann Adalo erstmals erwähnt. Seit 1770 wird im Ort der Leonhardiritt zur Kirche abgehalten.

Die Leonhardikirche ist ein formvollendeter Kirchenbau von 1669, von Johann Baptist Lethner im Rokokostil äußerlich leicht umgeformt, mit einem für diese Entstehungszeit ungewöhnlichen Satteldachturm. Die Ausstattung ist aus beiden Kunstepochen.

## Angerskirchen

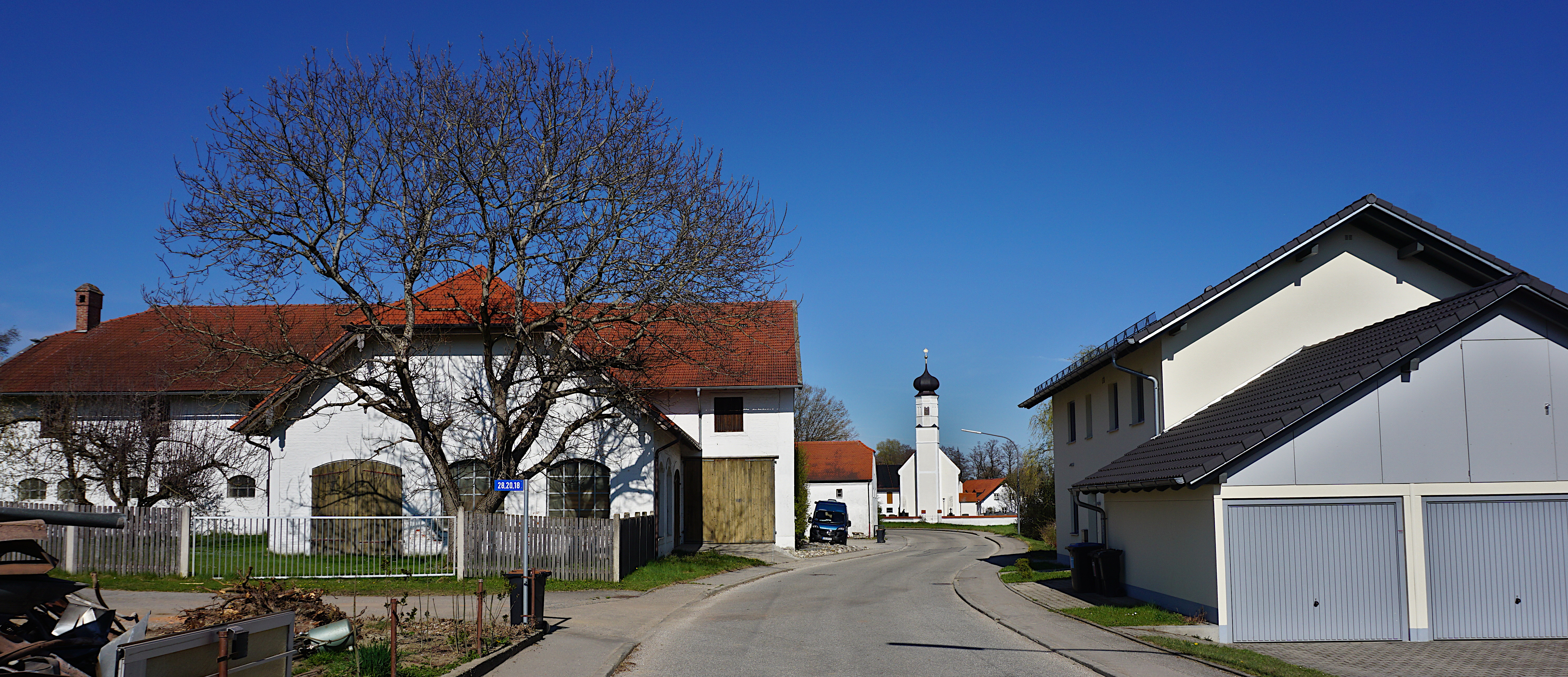
Dorfpartie in Angerskirchen

Angerskirchen ist ein uralter Kirchort (8./9. Jahrhundert), der im 13. Jahrhundert als Ongerskirchen genannt wird. Gelegen ist das Dorf einen Kilometer südwestlich von Kienraching und hat ebenfalls knapp über 100 Einwohner. Die St. Martinskirche ist ein vierjochiger Bau mit Dreiachtelschluss und barock umformten Strebepfeiler. Das äußerliche ist überwiegend Barock, jedoch stammen alle Bauteile aus der Spätgotik. Der Turm erhielt im oberen Bereich incl. der Zwiebel im Barock einen neuen Aufsatz. Die Ausstattung stammt aus der Umbauphase.

## Frauenvils
Der nördlichste Ort der Obmannschaft war Frauenvils, knapp vor Taufkirchen gelegen. Auch Frauenvils ist ein alter Kirchort. In dem auf einem kleinen Hügel liegenden Weiler mit ca. 30 Einwohnern stand im Hochmittelalter eine kleine Burg. Beim Bau der Kirche Mariä Geburt verwendete man den Bergfried als Kirchturm. Auf einer Rotmarmorplatte in der Kirche ist das Jahr 1380 eingemeißelt. Die Marienkirche entspricht dem Äußeren und der Innenausstattung einer spätgotischen Kirche. Das Gnadenbild auf dem Hochaltar ist um 1480 entstanden.

## Babing
Der Weiler Babing, zwischen Angerskirchen und Kienraching an der B 15 gelegen, war ehemals ein Sitz niedersten Adels, 1356 als Sitz der Päbinger genannt, der ein einfacher Edelsitz im Stile der Fachwerkbauten mit süd-altbayrischem Gepräge war. Seit Mitte des 18. Jahrhunderts ist der Bau verschwunden.

## Weitere Orte

### Schnaupping
Der stattliche Weiler Schnaupping liegt ca. 550–600 m südlich von Kienraching.

### Herrnöd
Der kleine Weiler Herrnöd liegt 600 m östlich von Schnaupping.

### Mühlberg
Die Einöde Mühlberg liegt 600 m südwestlich von Angerskirchen, kurz vor Permering mit einem ehemaligen schlossartigen Edelsitz (heute Gasthaus Permeringer Hof).

## Pfarrei- und Gemeindezugehörigkeit
Bis auf Herrnöd (Stadt Dorfen) liegen alle in der heutigen Gemeinde Taufkirchen. Die Kirchen sind Filialen der Pfarrei Dorfen.

## Gewerbe
Im Nordosten von Angerskirchen sind ein großes Autoanhänger-Center sowie eine Innenausbau-/Möbelschreinerei beheimatet.